# Velella
Velella è un genere di Hydrozoa della famiglia Porpitidae.

## Specie
- Velella lata
- Velella velella Linnaeus, 1758